# Aphareus furca
Aphareus furca är en fiskart som först beskrevs av Lacepède, 1801.  Aphareus furca ingår i släktet Aphareus och familjen Lutjanidae. Inga underarter finns listade i Catalogue of Life.

## Bildgalleri

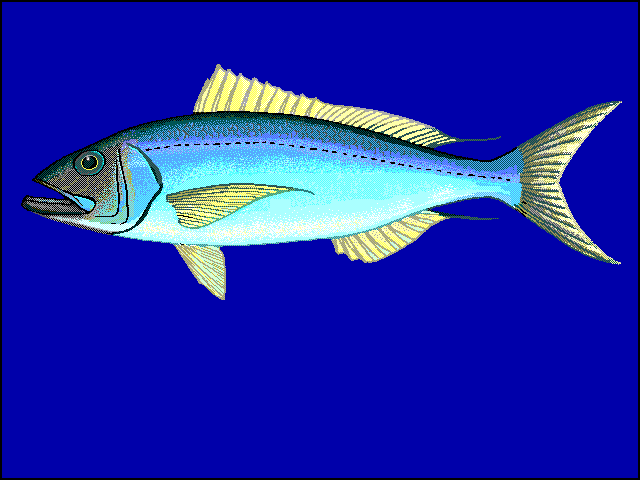